# Tephritis sinensis
Tephritis sinensis är en tvåvingeart som beskrevs av Chen 1940. Tephritis sinensis ingår i släktet Tephritis och familjen borrflugor. Inga underarter finns listade i Catalogue of Life.